# Rinky Hijikata
Rinky Hijikata (japonsky リンキー・ヒジカタ, * 23. února 2001 Sydney) je australský profesionální tenista japonského původu. Na grandslamu ovládl čtyřhru Australian Open 2023 s Jasonem Kublerem. Ve své dosavadní kariéře na okruhu ATP Tour vyhrál dva deblové deblové turnaje. Na challengerech ATP a okruhu ITF získal devět titulů ve dvouhře a dva ve čtyřhře.
Na žebříčku ATP byl ve dvouhře nejvýše klasifikován v srpnu 2024 na 62. místě a ve čtyřhře v  říjnu 2023 na 23. místě. Trénuje ho bývalý hráč druhé světové stovky Mark Draper.

## Soukromý život
Narodil se roku 2001 v Sydney do rodiny japonských imigrantů Džunka a Makoty Hidžikatových. Sourozenci Šori a Kamiju závodně plavali. S tenisem začal před pátým rokem života. Na jeho rozvoji se trenérsky podíleli Ben Pyne, Jarrad Bunt a David Moore. V letech 2013–2016 vystudoval střední školu The King's School v Parramattě, na severním sydneyském předměstí. Univerzitní tenis hrál mezi roky 2020–2021 na University of North Carolina v Chapel Hill.

## Tenisová kariéra
Ve čtyřhře Letních olympijských her mládeže 2018 v Buenos Aires vybojoval stříbrnou medaili spolu s Bulharem  Adrianem Andrejevem. Na juniorském grandslamu si zahrál čtvrtfinále Australian Open 2018. Na juniorském kombinovaném žebříčku ITF figuroval nejvýše v prosinci 2018 na 9. místě.
V rámci okruhu ITF debutoval jako sedmnáctiletý v březnu 2018, když na úvod turnaje v australském Morningtonu, dotovaného 15 tisíci dolary, podlehl krajanu Matthewovi Dellavedovovi. Body do žebříčku ATP si poprvé připsal o týden později v témže areálu, kde postoupil do druhé fáze. V ní nestačil na Maxe Purcella. Premiérový titul v této úrovni tenisu si odvezl z arkansaského Fayettevillu během září 2019. Ve finále patnáctitísovky přehrál Američana Nicka Chappella ze šesté stovky žebříčku.
Na okruhu ATP Tour debutoval lednovým Melbourne Summer Set 2022 po průchodu kvalifikací. V ní zdolal Denise Kudlu a devadesátého osmého hráče pořadí Henriho Laaksonena, čímž si připsal první kariérní výhru nad členem elitní světové stovky. Na úvod dvouhry však uhrál jen tři gamy na pozdějšího amerického finalistu Maxima Cressyho. Po dvou březnových titulech na ITF World Tennis Tour 2022 v kalifornských městech Bakersfield a Calabasas, se v dubnu poprvé posunul mezi tři sta nejlepších tenistů klasifikace. První zápas na túře ATP vyhrál na srpnovém Los Cabos Open 2022, kde zvládl kvalifikační soutěž. Ve druhé sadě úvodního kola dvouhry mu skrečoval 17letý Mexičan hrající na divokou kartu Rodrigo Pacheco Méndez. Poté jej vyřadila světová jednička a pozdější šampion Daniil Medveděv.

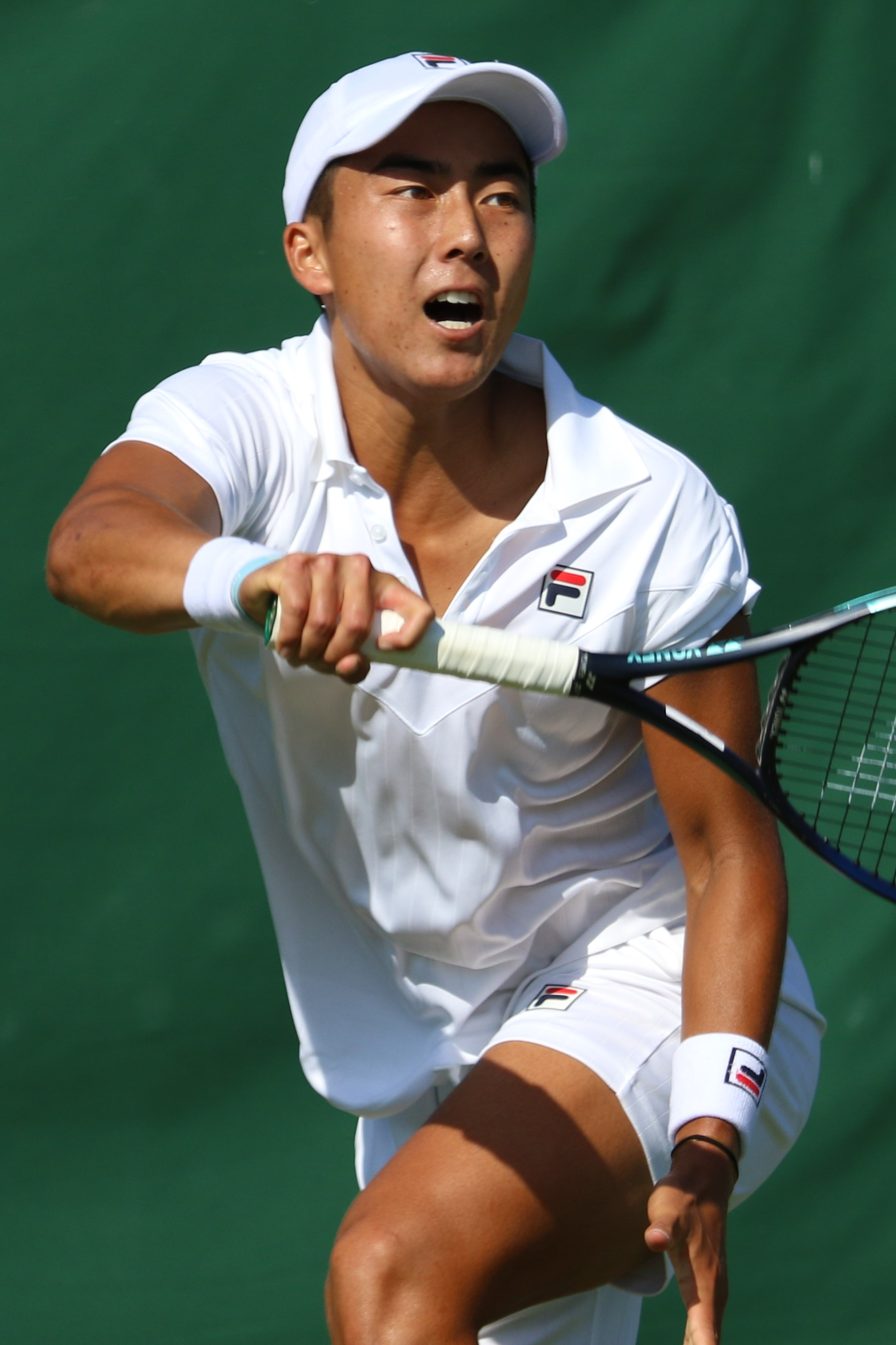
Během kvalifikace Wimbledonu 2022

Po nezvládnutých kvalifikacích na Australian Open 2019, 2020, 2021 a 2022, rovněž tak ve Wimbledonu 2022, debutoval v hlavní soutěži grandslamu na US Open 2022 po zisku divoké karty. V úvodním kole však nenašel recept na světovou trojku Rafaela Nadala. První challenger ovládl v australském City of Playford během října 2022, když v závěrečných dvou utkáních proti Maxu Purcellovi i Riu Nogučimu ztratil vždy jen dva gamy. Bodový zisk jej posunul o 33 míst výše,  poprvé do Top 160, na 159. příčku. Stal se tak nejmladším australským šampionem challengeru od 19letého Alexeje Popyrina v roce 2018.
Na Australian Open 2023 dokonal obrat ze stavu 0–2 na sety s německým kvalifikantem Yannickem Hanfmannem, než jej ve druhé fázi hladce porazila světová čtyřka Stefanos Tsitsipas. V mužské čtyřhře melbournského grandslamu, druhé deblové soutěži na turnajích velké čtyřky, triumfoval s krajanem Jasonem Kublerem. Hijikata jako 277. a Kubler 163. deblista světa mohli nastoupit až po udělení divoké karty. Cestou do finále zdolali tři nasazené páry, ve druhém kole turnajové šestky Glasspoola s Heliövaarou, ve čtvrtfinále druhý světový pár Koolhofa s Nealem Skupskim a v semifinále Granollerse se Zeballosem. Ve třetím kole přitom odvrátili mečbol Brkićovi s Escobarem. V boji o titul zdolali monacko-polský pár Hugo Nys a Jan Zieliński. Stali se tak pátou nenasazenou dvojicí, a první na divokou kartu v otevřené éře, která vyhrála Australian Open. Bodový zisk jej po skončení premiérově posunul do elitní světové stovky i padesátky, na 33. místo deblového žebříčku. Jako hráč druhé světové stovky obdržel divokou kartu do svého třetího majoru na US Open 2023. Přes Pavla Kotova, Mártona Fucsovicse a Č’-čen Čanga poprvé prošel do grandslamového osmifinále, v němž nestačil na světovou desítku Francese Tiafoea. Bodový zisk mu po skončení zajistil debut v první světové stovce.
Do druhého grandslamového finále postoupil ve čtyřhře Wimbledonu 2025. S Nizozemcem Davidem Pelem získali účastnické místo až jako náhradníci. Pelovi patřila 82. a Hijikatovi 149. příčka deblového žebříčku. Úvodní dvě utkání vyhráli nejtěsnějším poměrem, vždy dvoubodovým rozdílem v supertiebreaku třetího setu, a v každém z nich odvrátili mečboly. Ve třetí fázi zdolali třetí nasazené Němce Kevina Krawietze s Timem Pützem. Do semifinále postoupili přes Brazilce Rafaela Matose s Marcelem Melem. V něm vyřadili světové jedničky Marcela Arévala s Matem Pavićem po třísetové bitvě. Všechny sety rozhodly až tiebreaky. V závěrečné 10bodové zkrácené hře odvrátili od stavu 7–9 dva mečboly. Ve finále podlehli pátým nasazeným Britům Julianu Cashovi s Lloydem Glasspoolem po dvousetovém průběhu.

## Finále na Grand Slamu

### Mužská čtyřhra: 2 (1–1)
| Stav      | rok  | turnaj          | povrch | spoluhráč    | soupeři ve finále           | výsledek      |
| --------- | ---- | --------------- | ------ | ------------ | --------------------------- | ------------- |
| Vítěz     | 2023 | Australian Open | tvrdý  | Jason Kubler | Hugo Nys Jan Zieliński      | 6–4, 7–6(7–4) |
| Finalista | 2025 | Wimbledon       | tráva  | David Pel    | Julian Cash Lloyd Glasspool | 2–6, 6–7(3–7) |

## Finále na okruhu ATP Tour

### Čtyřhra: 5 (2–3)
| Legenda                   |
| ------------------------- |
| Grand Slam (1–1)          |
| Turnaj mistrů (0)         |
| ATP Tour Masters 1000 (0) |
| ATP Tour 500 (1–0)        |
| ATP Tour 250 (0–2)        |

| Stav      | č. | datum             | turnaj                                | kategorie  | povrch    | spoluhráč        | soupeři ve finále                 | výsledek         |
| --------- | -- | ----------------- | ------------------------------------- | ---------- | --------- | ---------------- | --------------------------------- | ---------------- |
| Vítěz     | 1. | 28. ledna 2023    | Australian Open, Melbourne, Austrálie | Grand Slam | tvrdý     | Jason Kubler     | Hugo Nys Jan Zieliński            | 6–4, 7–6(7–4)    |
| Finalista | 1. | 19. února 2023    | Delray Beach, Spojené státy           | ATP 250    | tvrdý     | Reese Stalder    | Marcelo Arévalo Jean-Julien Rojer | 3–6, 4–6         |
| Vítěz     | 2. | 22. října 2023    | Tokio, Japonsko                       | ATP 500    | tvrdý     | Max Purcell      | Jamie Murray Michael Venus        | 6–4, 6–1         |
| Finalista | 2. | 11. února 2024    | Dallas, Spojené státy                 | ATP 250    | tvrdý (h) | William Blumberg | Max Purcell Jordan Thompson       | 4–6, 6–2, [8–10] |
| Finalista | 3. | 12. července 2025 | Wimbledon, Londýn, Spojené království | Grand Slam | tráva     | David Pel        | Julian Cash Lloyd Glasspool       | 2–6, 6–7(3–7)    |

## Tituly na challengerech ATP a okruhu ITF
| Legenda                |
| ---------------------- |
| Challengery (2 D; 0 Č) |
| ITF (7 D; 2 Č)         |

### Dvouhra (9 titulů)
| Č. | datum         | turnaj                      | povrch | poražený finalista | výsledek      |
| -- | ------------- | --------------------------- | ------ | ------------------ | ------------- |
| 1. | září 2019     | Fayetteville, Spojené státy | tvrdý  | Nick Chappell      | 2–6, 6–2, 6–1 |
| 2. | červenec 2021 | Monastir, Tunisko           | tvrdý  | Valentin Vacherot  | 6–3, 6–1      |
| 3. | červenec 2021 | Edwardsville, Spojené státy | tvrdý  | Strong Kirchheimer | 6–3, 6–1      |
| 4. | září 2021     | Sierre, Švýcarsko           | antuka | Oliver Crawford    | 7–6, 6–1      |
| 5. | říjen 2021    | Calabasas, Spojené státy    | tvrdý  | Tristan Boyer      | 3–6, 7–6, 6–2 |
| 6. | březen 2022   | Bakersfield, Spojené státy  | tvrdý  | Keegan Smith       | 6–1, 7–5      |
| 7. | březen 2022   | Calabasas, Spojené státy    | tvrdý  | Charles Broom      | 7–5, 6–2      |
| 1. | říjen 2022    | Playford, Austrálie         | tvrdý  | Rio Noguči         | 6–1, 6–1      |
| 2. | únor 2023     | Burnie, Austrálie           | tvrdý  | James Duckworth    | 6–3, 6–3      |

### Čtyřhra (2 tituly)
| Č. | datum      | turnaj                                | povrch | spoluhráč     | poražení finalisté                   | výsledek              |
| -- | ---------- | ------------------------------------- | ------ | ------------- | ------------------------------------ | --------------------- |
| 1. | říjen 2021 | Loulé, Portugalsko                    | tvrdý  | Mick Veldheer | Gonçalo Falcão Tomás Lipovšek Puches | 6–2, 6–3              |
| 2. | únor 2022  | Santo Domingo, Dominikánská republika | tvrdý  | Henry Patten  | Sü Jü-siou Wu Tchung-lin             | 2–6, 7–6(7–4), [10–3] |